# Iași (distrikt)

Iași er et distrikt i Moldavien i Rumænien med 824.083 (2002) indbyggere. Hovedstad er byen Iași.

## Byer
- Iaşi
- Pașcani
- Târgu Frumos
- Hârlău
- Podu Iloaiei

## Kommuner
| - Alexandru Ioan Cuza - Andrieşeni - Aroneanu - Bălţaţi - Bârnova - Belceşti - Bivolari - Bosia - Brăeşti - Balş - Butea - Cepleniţa - Ciorteşti - Ciurea - Coarnele Caprei - Comarna - Costeşti - Costuleni - Cotnari | - Cozmeşti - Cristeşti - Cucuteni - Dagâţa - Deleni - Dobrovăţ - Dolheşti - Drăguşeni - Dumeşti - Erbiceni - Fântânele - Focuri - Golăieşti - Gorban - Grajduri - Gropniţa - Grozeşti - Hălăuceşti - Harmaneşti | - Heleşteni - Holboca - Horleşti - Ion Neculce - Ipatele - Lespezi - Leţcani - Lungani - Mădârjac - Mirceşti - Mironeasa - Miroslava - Mirosloveşti - Mogoşeşti-Siret - Mogoşeşti-Iaşi - Moşna - Moţca - Movileni - Oţeleni | - Plugari - Popeşti - Popricani - Prisăcani - Probota - Răchiteni - Răducăneni - Româneşti - Roşcani - Ruginoasa - Scânteia - Scheia - Schitu Duca - Scobinţi - Sineşti - Şipote - Sireţel - Stolniceni-Prăjescu - Strunga | - Tansa - Tătăruşi - Ţibana - Ţibăneşti - Ţigănaşi - Todireşti - Tomeşti - Trifeşti - Ţuţora - Valea Lupului - Valea Seacă - Vânători - Victoria - Vlădeni - Voineşti |

## Demografi
47°15′N 27°19′Ø / 47.25°N 27.31°Ø